# 마가리카와촌
마가리카와촌(曲川村)은 사가현 니시마쓰우라군에 있던 촌이다. 현재의 아리타정의 일부에 해당한다.

## 지리
아리타강의 상류에 위치하였다.

## 역사
에도시대에는 사가 본번령, 사라야마 대관소가 지배하였다. 마쓰우라군 아리타정 소속
- 1889년 4월 1일 - 정촌제 시행에 의해 니시마쓰우라군 마가리카와촌이 성립하였다.
- 1954년 4월 1일 -  오야마촌과 합병해 니시아리타촌이 신설되어 폐지하였다..

## 교통

### 철도
- 일본국유철도
  - 나가사키선

## 참고문헌
- 角川日本地名大辞典 41 佐賀県
- 『市町村名変遷辞典』東京堂出版、1990年。